# NIC-5
La NIC-5 es una autopista nacional catalogada como colectora principal ubicada en Nicaragua. La carretera inicia en el Norte en el centro de Matagalpa hasta finalizar en el Sur el poblado de La Mora - La Nueva en Siuna.